# PT-76
PT-76 (rus. plavayushchiy tank - amfibijski tenk) sovjetski je laki amfibijski tenk razvijen neposredno nakon Drugog svjetskog rata. Tijekom proizvodnje koja je trajala od 1950. do kasnih 1960-ih napravljeno je oko 12.000 primjeraka.
Glavna namjena mu je izviđanje, forsiranje vodenih prepreka i vatrena podrška pješadiji tijekom amfibijskih napada. 
Unatoč svojoj starosti te slaboj oklopljenosti za moderne uvjete ratovanja, i dan danas nalazi se u sastavu mnogih oružanih snaga.

## Opis
Unutrašnjost tenka podijeljena je na tri dijela: prednji dio gdje sjedi vozač, borbeni u sredini i stražnji motorni. Posada se sastoji od vozača, punitelja i zapovjednika koji ujedno obnaša ulogu ciljača i radio operatera. Na kupoli se nalazi veliki ovalni poklopac koji se otvara prema naprijed. Vozač osim standardnog ulaza u tenk raspolaže i s otvorom na dnu koji se koristi u hitnim slučajevima te ga mogu koristiti svi članovi posade. Tijekom noćne vožnje, vozač koristi uređaj TVN-28 koji mu omogućuje pogled naprije za 60 metara.

### Naoružanje
Glavno naoružanje PT-76 čini 76,2 mm D-56T serija tenkovskih topova s efektivnim dometom od oko 1.500 m i brzinom punjena od šest do osam projektila u minuti. U borbenom kompletu koji se sastoji od 40 projektila, obično nosi: 24 visoko-eksplozivna fragmentacijska, 4 potkalibarska probojna, 4 standardna probojna i 8 kumulativnih. Kao sekundarno naoružanje koristi se 7,62 mm SGMT strojnicu s 1.000 metaka i maksimalnim dometom od 2000 m, 15 ručnih granata F-1, jedan AK-47 s 300 komada prateće municije i singlani pištolj s 20 punjenja.
Zapovjednik/ciljač smješten je u lijevom dijelu kupole te je opremljen s promatračkim uređajem TPKU-2B, dva dnevna TNP periskopa i teleskopskim nišanom TshK-66. Desno od njega, punitelj na raspolaganju ima periskop MK-2. Kasnije moderinizirani PT-76 dobili su i stabilizacijski uređaj STF-2P.

### Oklop
Oklop čine zavarene, homogene čelične ploče. Prednji dio kupole ima oklop debljine 20 mm s kosinom od 35°, bokovi imaju 16 mm s 35° nagiba, stražnji dio 11 mm s 33° i vrh kupole 8 mm. Gornji prednji dio tijela ima oklop debljine 10 mm s nagibom od 80,5°, donji prednji 13 mm i 80,5°, bokovi 13 – 10 mm, stražnji dio 6 mm i pod 5 mm. Navedeno pruža zaštitu od lakog pješačkog naoružanja i manjih artiljerijskih gelera.

### Pokretljivost
Ovjes tenka sastoji se od torzijskih poluga i međusobno jednako udaljenih gumenih kotača. Kako su ti isti kotači šuplji, tijekom plovidbe povećavaju uzgon vozila za 30%. Pokreće ga šestocilindrični V-6B dizel motor s vodenim hlađenjem. Snage je 240 konjskih snaga što mu omogućuje cestovnu brzinu od 44 km/h, brzinu plovidbe od 8–9 km/h. i radijus djelovanja (na kopnu) od 370 km. Može savladati 1,1 m visoke vertikalne prepreke, 2,8 m širok jarak i uspod od 70%.

## Operativna uporaba

### Vijetnamski rat
Prva uspješna akcija sjeverno-vijetnamskih oklopnih snaga izvedena je 6/7. veljače 1968. kada je trinaest PT-76 predvodilo napad na kamp američkih postrojbi u Lang Veiju. Branitelji su uzvratili M72 LAW-ovima koji u većini slučajeva nisu imali željeni učinak (nisu probijali oklop PT-76) i drugim protu-oklopnim sredstvima. Unatoč gubitcima tenkovi su nastavili napredovati što je naposljetku rezultiralo američkim povlačenjem pomoću helikoptera.
Prva borba tenka protiv tenka u ratu odvila se sredinom 1968. kada je američki izvidnički zrakoplov primijetio kako sjevernovijetnamska posada čisti svoj PT-76 u rijeci Ben Hai. Njihov položaj dojavio je obližnjoj jedinici M48 Pattona koja je uskoro otvorila vatru. Od tri ispaljena projektila, treći je pogodio metu te je neprijateljska posada napustila tenk. Kasnije je ga je dokrajčio F-4 Phantom II što je rezultiralo potpunim uništenjem.
3. ožujka 1969. sjevernovijetnamske snage uz pomoć PT-76 i transportera BTR-50 napadaju američke snage kod Ben Heta. Rezultat sukoba su dva uništena PT-76, jedan transporter BTR-50PK te jedan oštećeni M48 Patton u kojem su poginula dva člana posade.
26. svibnja 1972. tijekom napada na Kontum, napadajući tenkovi poslužili su kao "premijera" TOW sustava. Montirani na helikoptere, Amerikanci su s njime uništili devet neprijateljskih tenkova za koje se kasnije utvrdilo da su T-55 (pet) i PT-76 (četiri).
Najteži poraz, sjevernovijetnamski PT-76 doživjeli su 19. veljače 1971. tijekom operacije Lam Son 719 kada je (između ostalog) uništeno 16 ovih tenkova.

### Ostali sukobi
Osim u Vijetnamskom ratu, korišten je i od strane indijskih snaga u Indo-Pakistanskom ratu 1965. i 1971. Unatoč činjenici što je do 1971. već bio zaostao, zahvaljujući superiornoj taktici i velikoj brojnosti odigrao je važnu ulogu u porazu pakistanske vojske.